# Junki Endo
Junki Endo (遠藤 純輝 Endō Junki?, nacido el 8 de diciembre de 1994 en Seki, Gifu) es un futbolista japonés que se desempeña como delantero.

## Trayectoria

### Clubes
| Club              | País  | Año         |
| ----------------- | ----- | ----------- |
| FC Gifu           | Japón | 2014 - 2016 |
| J. League sub-22  | Japón | 2015        |
| FC Machida Zelvia | Japón | 2017        |
| Fujieda MYFC      | Japón | 2018 -      |

## Estadística de carrera

### J. League
| Club              | Año   | J. League | J. League | Copa J. League | Copa J. League | Total | Total |
| Club              | Año   | Part.     | Goles     | Part.          | Goles          | Part. | Goles |
| ----------------- | ----- | --------- | --------- | -------------- | -------------- | ----- | ----- |
| FC Gifu           | 2014  | 26        | 3         | -              | -              | 26    | 3     |
| FC Gifu           | 2015  | 22        | 1         | -              | -              | 22    | 1     |
| FC Gifu           | 2016  | 0         | 0         | -              | -              | 0     | 0     |
| J. League sub-22  | 2015  | 2         | 0         | -              | -              | 2     | 0     |
| FC Machida Zelvia | 2017  | 8         | 1         | -              | -              | 8     | 1     |
| Total             | Total | 58        | 5         | 0              | 0              | 58    | 5     |